# David Söderberg
David Immanuel Söderberg, född den 11 augusti 1979 i Vörå, är en finlandssvensk släggkastare.
David Söderberg är en av de mest framgångsrika friidrottarna i Finland på 2010-talet. Han har placerat sig på poängplats (8 bästa) i 4 av 5 mästerskap: åttonde plats på OS i Rio 2016, en sjätte plats på VM i Peking 2015, sjunde plats i EM i Amsterdam 2016 samt en åttonde plats i EM i Zürich 2014.
Söderberg har representerat Finland i 13 mästerskap (3 OS, 4 VM, 6 EM). Han har fyra guld, åtta silver och tre brons från Kaleva Spelen (Finska mästerskapen).
I Universiaden placerade han sig på tredje plats år 2003 och på fjärde plats år 2005. 
Söderbergs personliga rekord är 78,83 m som han kastade år 2003. Han representerar IF VOM. VOM står för orterna Vörå (finska Vöyri), Oravais (finska Oravainen) och Maxmo (finska Maksamaa) strax norr om Vasa i Österbotten.